# 青空電子製品工場

푸른하늘전자제품공장 로고

青空電子製品工場(푸른하늘전자제품공장)は、朝鮮民主主義人民共和国で創立された企業で、特にスマートフォンやデスクトップコンピュータや一体型デスクトップを製作する企業で、小規模な電子製造企業の一つである。

## 概要
20代の社長であるチェ・ジンヒョクと研究員で組織された青空電子合営会社が2014年に設立され，朝鮮民主主義人民共和国で独自に製作したコンピューターをはじめとする電子製品を開発し，大量生産販売して注目を集めている。
朝鮮新報は16日，2014年10月に発足したこの会社では，製品の開発と生産、販売を一体化して国産化されたコンピューターを発売しており，工場は平壌の統一通りに位置していると伝えた。
金日成総合大学，金策工業総合大学，理科大学などを卒業した平均年齢20代の研究者たちが青空という商品名で一体型と携帯型コンピュータ，デスクトップコンピュータを開発しており，特に光明網専用Wi-Fi無線ルーターを製作して販売していることが"朝鮮の今日"のウェブサイトに掲載されている。
チェ・ジンヒョク支配人は，最高品質で競争し，最低価格，製品の多様化を会社の経営戦略としていると語った。

## 貿易会社・合弁会社設立
チェ・ジンヒョク社長は貿易会社を設立し、この時、大方の支援を受け、2004年貿易法の影響で先端技術製品開発に転換し、デスクトップパソコンと光明網専用無線ルーターを開発し、販促行事を行い、この時、スマートフォンを開発し、市場販売と海外販促行事を行い、大きな波紋を呼んでいた。
一般経済単位が国際市場で競争力のある新しい製品、技術、サービス源を開発した場合、貿易取引資格を得ることができるようにし、専門国営貿易会社による独占体制を崩し、貿易の主体を拡大しながら一定の条件を整えた北朝鮮の機関、企業所、団体はすべて貿易会社設立を申請できるようにし、共和国の貿易管理体制の自律性を高めた。

## 改築の近代化プロセス
MBC統一展望台に登場する青空電子製品工場では、PCB回路設計工程と電子製品の組立工程を収録したシーンを見せ、特に組立工程はほとんど無人化されている[1]。
特に、デスクトップコンピュータの生産とともに一体型コンピュータを生産して販売していることが分かるし、さらに青空スマートフォンを製作し、高麗リンクあるいは剛城ネット網で普及を目的として計画外で生産をしている。
現在、青空電子製品工場は光明網専用Wi-Fi無線ルーターも自社生産し、人民に供給しており、これをもとに計画分と合わせて総合市場に販売している。

## 生産品
現在、青空電子製品工場では、青空スマートフォンだけでなく、現在デスクトップパソコンと一体型パソコンを販売していて、他にも液晶テレビとLEDテレビも販売している。
そして、ノートパソコンも販売しており、最新のインテルのマイクロプロセッサを採用し、朝鮮民主主義人民共和国に販売しており、特に青空スマートフォンはメディアテックのマイクロプロセッサを採用している。